# Jarrie
Jarrie is een gemeente in het Franse departement Isère (regio Auvergne-Rhône-Alpes). De plaats maakt deel uit van het arrondissement Grenoble. Jarrie telde op 1 januari 2022 3.925 inwoners. 

## Geografie
De oppervlakte van Jarrie bedroeg op 1 januari 2022 13,26 vierkante kilometer; de bevolkingsdichtheid was toen 296 inwoners per km².

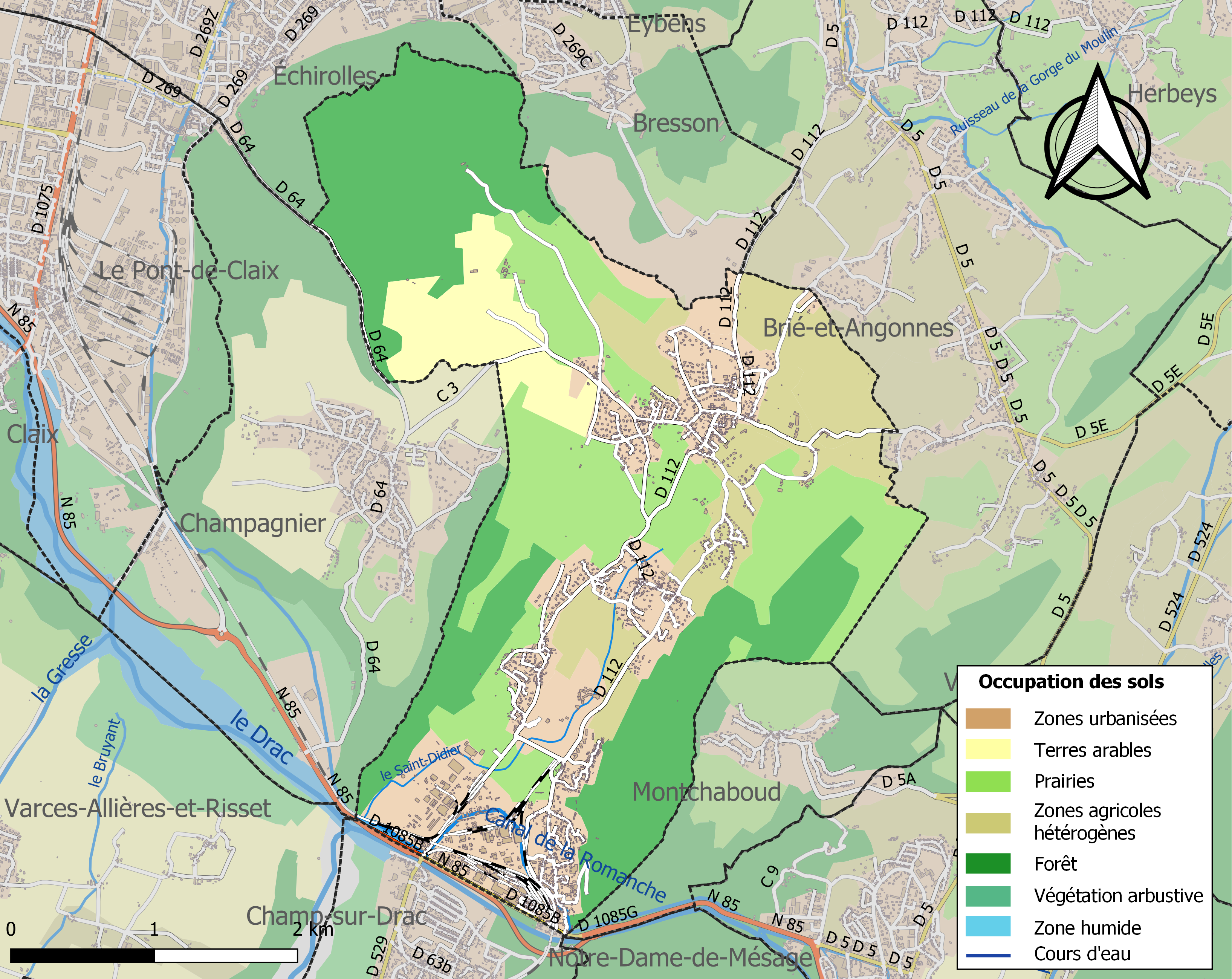
Kaart van de gemeente met de belangrijkste infrastructuur, bodemgebruik en omliggende gemeenten

## Verkeer en vervoer
In de gemeente ligt spoorwegstation Jarrie-Vizille.

## Demografie
Onderstaande figuur toont het verloop van het inwonertal (bron: INSEE-tellingen).